# Prestoea
Genre
Classification phylogénétique
Synonymes
- Acrista O.F.Cook, 1901[1]
- Euterpe Gaertn., 1788[1]
- Martinezia Ruiz & Pav., 1794[1]
- Oreodoxa Willd., 1807[1]

Prestoea est un genre de palmiers, de la famille des Arecaceae. Il comprend dix espèces natives des Caraïbes, de l'Amérique centrale et de l'Amérique du Sud. Son aire de répartition va du Costa Rica et des Grandes Antilles au nord, jusqu'au Brésil et à la Bolivie au sud.

## Classification
- Sous-famille des Arecoideae
  - Tribu des Euterpeae

Le genre partage sa tribu avec les genres Euterpe, Oenocarpus, Neonicholsonia et  Hyospathe.

## Espèces
- Prestoea acuminata
- Prestoea montana
- Prestoea carderi
- Prestoea decurrens
- Prestoea ensiformis
- Prestoea longipetiolata
- Prestoea pubens
- Prestoea pubigera
- Prestoea schultzeana
- Prestoea simplicifolia
- Prestoea tenuiramosa